# Operatore tecnico subacqueo
L'operatore tecnico subacqueo (OTS) è, nell'ordinamento italiano, un lavoratore subacqueo che svolge le lavorazioni tipiche della subacquea industriale nell'ambito portuale e nelle relative adiacenze (harbour diving). 
La figura dell'OTS è stata introdotta nell'ordinamento italiano con decreto del Ministro della marina mercantile 13 gennaio 1979  (poi modificato ed integrato con decreti 31 marzo 1981 e 2 febbraio 1982), ad integrazione delle previsioni degli articoli da 204 a 207 del regolamento di esecuzione del Codice della navigazione.
Per svolgere la propria attività l'OTS è tenuto ad iscriversi agli appositi registri dei sommozzatori in servizio locale tenuti dalle Capitanerie di porto che rilasciano il Libretto di ricognizione, previa verifica dell'idoneità psico-fisica (visite mediche da parte dei competenti SASN) e del conseguimento di idonea qualifica presso centri di formazione professionale autorizzati da regioni e province autonome        .
L'ambito di operatività dell'operatore tecnico subacqueo è limitato al solo ambito portuale ed alle relative adiacenze , per lo svolgimento di attività fuori dai porti sono previste ulteriori e diverse qualifiche professionali di specializzazione correlate alla quota batimetrica di immersione (inshore/inland, offshore e alto fondale).